# Ipomoea linosepala
Ipomoea linosepala är en vindeväxtart. Ipomoea linosepala ingår i släktet praktvindor, och familjen vindeväxter.

## Underarter
Arten delas in i följande underarter:
- I. l. alpina
- I. l. kundelungensis
- I. l. upembensis